# Sumbaviopsis
Sumbaviopsis é um género botânico pertencente à família Euphorbiaceae.

## Sinonímia
- Adisa Steud.
- Adisca Blume

## Espécie
Sumbaviopsis albicans (Blume) J.J.Sm..

## Nome e referências
Sumbaviopsis J.J.Sm.